# Голям американски обмен на видове
Големият американски обмен на видове е важно палеозоогеографско събитие, при което се наблюдава усилен обмен на сухоземни и сладководни видове от Южна Америка към Северна и обратно.
Причината за това е възникването на вулканична активност в района на съвременния Панамски провлак и осигуряването на първични мостове, свързващи двата съвременни континента. Пикът на миграцията от север на юг и обратно е бил преди около 3 млн. години. Свързването на двата континента е причина за връзка между неотропичната и неарктичната езокони и окончателното формиране на съвременна Америка. Обменът на видове в миналото днес е видим и в двете части, при което се формира една уникална фауна в част от Западното полукълбо. Най-драматичен е ефектът от обмена на видове сред бозайниците, но е видим и сред останалите гръбначни като птици, влечуги, земноводни, сладководни риби, както и членестоноги.
Виждането сред научните среди за обмена на видове между Америките започва от 1876 година. Пръв Алфред Уолъс стига до тази идея в резултат на пребиваването си в района на Амазонка в периода 1848 – 1852 г.. Други изследователи като Флорентино Амегино, Уилям Дилър Матю, Уилям Бериман Скот, Браян Патерсън, Джордж Гейлорд Сшмсън и други подкрепят идеята и доразвиват твърдението.
По подобен начин обмяна на видове настъпва по-рано в неозоя, когато изолираните дотогава Индийски субконтинент и Африка се сблъскват с Евразия преди около 50 до 30 милиона години.

## Южноамериканска ендемична фауна
След разкъсването на суперконтинента Гондвана в края на мезозоя, Южна Америка остава изолиран континент без сухоземна връзка. Така по време на неозоя тя остава в т.нар. „островна изолация“. Видовете, оказали се без връзка със свои родствени, еволюират по уникален начин. Много от тях обаче днес са изчезнали.. От едемичните бозайници на континента са представителите на инфраклад Metatheria (двуутробни торбести и южноамерикански саблезъби торбести котки), непълнозъби и различни групи местни копитни: нотоунгулата (т.нар. „южни копитни“), литоптерна, астрапотерия (в т.ч. тригоностилопс, астрапотериум) и пиротерии (e.g. Pyrotherium). Представителите на еднопроходните, гондванатериите и многотуберкуловите доживяват до палеоген, но не успяват да оцелеят след този период.
Торбестите бозайници са преминали през древен път остатък от разкъсването на Гондвана от Южна Америка през Антарктида до Австралия. Вероятно това става в късна креда и ранен терциер. Пример за това е единствения днес съществуващ вид Чилийски посум, който е в много по-тясна връзка с австралийските торбести, отколкото със съвременните американски торбести. Предполага се, че съвремените торбести са възникнали на територията на Южна Америка и колонизират Австралия, където процъфтяват милиони години. За разлика от тях еднопроходните извършват точно обратната миграция – от Австралия към Южна Америка. Вероятно подобно на торбестите бозайници и щраусовите птици мигрират в посока Австралия и Нова Зеландия. Същият път използват и различни папагалови птици, змиеврати костенурки и изчезналите днес костенурки от семейство Meiolaniidae.
Метатериите са единствените бозайници в Южна Америка, които еволюират в хищници. Те обаче не са върховните хищници на континента и по начина си на развитие много наподобяват на развитието на хищните торбести в Австралия. Саблезъбите торбести са споделяли екологична ниша с гигантските хищни птици Фуроракос, чиито техен далечен роднина са представителите на семейство Кариамови. В небесата на Южна Америка преди около 6 милиона години летели най-едрите известни летящи птици. Това била птицата аргентавис, която подобно на съвременните лешояди се е хранила с остатъци от плячката на саблезъбите торбести. До средата на миоцен на сушата са ловували и сухоземните крокодили от род Quinkana. Някои южноамерикански водни крокодили като тези от родовете Gryposuchus, Mourasuchus и Purussaurus достигат гигантски размери от над 12 метра дължина. Те споделят водните басейни заедно с най-голямата известна до момента костенурка Stupendemys достигаща размери от 3,3 метра.
Непълнозъбите представляват интересна група бозайници, които рано в своето филогенично развитие придобиват морфологични особености към строго специфична храна. В допълнение на съществуващите видове от групата (броненосци, мравояди и дървесни ленивци) в миналото е съществувало огромно разнообразие от видове. Такива са изчезналите семейства на броненосците Pampatheriidae и Glyptodontidae, различни видове гигантски ленивци, някои достигащи размери на съвременните слонове и някои полуводни морски видове ленивци от род Thalassocnus.
Южноамериканските копитни бозайници придобиват различни интересни форми като например макрохенията, която наподобявала на външен вид на камила с къс хобот. Някои от представителите им развиват сходни на други видове форми от други части на света. Това е пример за паралелна или конвергентна еволюция. Такива са тоатериите, които били еднокопитни подобно на съвременните коне, представителите на род Pachyrukhos наподобявали на днешните зайци. Животните от род Homalodotherium използвали задните си крайници за ходене, а с предните само си помагали като с това наподобявали на бозайниците от семейство Chalicotheriidae от Северното полукълбо. Тригодонът наподобявал на днешните носорози.
В Северна Америка фауната е представена от бозайници от надразред Boreoeutheria, както и хоботни бозайници от надразред Afrotheria.

## Ранни инвазии към Южна Америка
Първите заселвания на бозайници с произход извън Южна Америка започват преди около 40 – 45 милиона години (в средата на еоцен), когато предците на представителите на парвразред Caviomorpha достигат до континента. Последващата им бурна адаптивна радиация води до изместване от екологичната ниша на някои местни торбести и възникването на видове, чиито наследници днес са капибара, чинчили, вискача и дървесни бодливи свинчета. Развитието на бодливите свинчета от новия свят е пореден пример за паралелна еволюция с бодливите свинчета от Стария свят. Вероятно предците на съвременните видове са с произход от Азия или Африка. Възможни са два предполагаеми пътя по-които гризачите да са се добрали до изолираната Южна Америка. Единият е от Западна Африка към крайния североизточен ъгъл на съвременна Бразилия като използват благоприятни морски течения и нововъзникнали архипелази при континенталния дрифт при все още сравнително краткото разстояние между двата континента. Пример за такъв архипелаг е Сао Педро и Сао Пауло намиращ се в зоната на най-краткото разстояние между Африка и Южна Америка. Друг възможен път е от Африка през Антарктида и от там до Южна Америка. В този период Антарктида е била сравнително близко между двата континента и е могла да послужи като мост между тях. Възможно е и съвсем случайно попаднала на плаващ дънер бременна женска да е достигнала бреговете на континента. Гризачите бързо заселват новата за тях земя като колонизират и Антилските острови и достигат до Бахамите. Някои видове достигат гигантски размери като се конкурират за храна с местните копитни. Вероятно на това се дължи и сравнителното намаляване на разнообразието от копитни южноамерикански бозайници в началото на олигоцен.
По-късно, вероятно преди около 30 милиона години и приматите последват миграционния път на гризачите в посока Южна Америка. Вероятно първите заселници на континента са представители на дребен по размери вид. Поради факта, че съвременните видове притежават сравнително ниска степен на конкурентност помежду си е напълно вероятно всички те да са произлезли от един общ вид. Адаптивната радиация на представителите му е довела до видообразуване преди около 18 милиона години в епохата на ранен миоцен.. Най-примитивните примати в Южна Америка вероятно са наподобявали на представителите на род титита и бързо успяват да колонизират големите антилски острови Куба, Испаньола и Ямайка.
Костенурките също достигат до територията на Южна Америка през олигоцен. Дълго време се е смятало, че са мигранти от Северна Америка, но скорошен сравнителен генетичен анализ стига до заключението, че съвременните южноамерикански костенурки от род Chelonoidis са тясно свързани с африканския род Kinixys. Макар че пътят на разпространение е през формиращия се Атлантически океан и е доста по-труден от Карибския път то вероятно костенурките достигат до Южна Америка носени от океански течения. Освен това те могат да оцелеят без храна в продължение на половин година. Допълнително южноамериканските костенурки успяват да колонизират Антилските и Галапагоските острови. Сцинковите гущери от родовете Mabuya и Trachylepis са колонизирали Южна Америка отново след като мигрират от Африка. Това става преди около 9 милиона години като за трамплин използват архипелага Фернандо ди Нороня.
Най-ранните мигранти бозайници от Северна Америка са представителите на семейство Енотови, които използват възможността на възникващия сухоземен мост на юг да колонизират Южна Америка преди около 7 милиона години. Те представляват и първите плацентни хищници в Южна Америка, които еволюират в различни видове, повечето от тях днес измрели. Такива са например кучеподобните коати от род Cyonasua, които постепенно се развиват в подобните на мечки видове от род Chapalmalania. Въпреки новите местообитания вероятно всички гигантски енотови са възникнали на територията на Северна Америка. Предполага се, че първите южноамерикански енотови видове са допринесли за изчезването на крокодилите от род Sebecidae в резултат на системното изравяне на гнездата и изяждането на яйцата им. Енотовите бозайници вероятно са последвани от северноамериканските представители на семейство скунксови както и от предшествениците на гризачите от подсемейство Sigmodontinae (въпреки че не всички учени предполагат толкова ранно заселване на сигмодонтите). От тях представителите на триб Oryzomyini успяват да колонизират Малките Антили до Ангуила.
Представители на близкородствените семейства Megalonychidae и Mylodontidae известни като земни ленивци започват да колонизират Северна Америка преди около 9 милиона години. Видовете от Megalonychidae колонизират Антилите още в ранен миоцен. Видовете от Megatheriidae мигрират на север едва след формирането на провлака. Това става преди около пет милиона години заедно с гигантските птици Фуроракос.
Карибските острови са населени основно от южноамерикански видове. Въпреки че са еднакво близо до двата континента причината за това се дължи на благоприятните морски течения, които позволяват на видовете от Южна Америка да откриват и населват нови територии. Изключение от това правило е заселването на Ямайка от хомякковиден гризач от северноамериканския род Oryzomyis. Това става обаче едва след като представители населват Южна Америка и от там проникват към Антилите.

## Същински американски обмен
Окончателното формиране на Панамския провлак довежда до последната и най-ясно забележима обмяна на видове между двете континентални суши на Новия свят преди около 3 милиона години. Този обмен включва имиграция на видове както от Северна Америка към Южна, така и в обратна посока. Северноамериканските бозайници нахлули на юг са от представителите на камили, тапири, елени, коне, хоботни, разнообразни хищници (котки, включително и саблезъби, кучета, порови, енотови и мечки) и гризачи. От Южна Америка на север освен земните ленивци и фороракоси мигрират и глиптодонти, пампатерии, капибари и копитното Mixotoxodon larensis, което е и единственото южноамериканско копитно населило Северна Америка.
В началото нетната имиграция на видове от двата континента е симетрична. По-късно обаче неотропичните видове се оказват по-малко пригодени за живот в новата среда от неарктичните. Първоначално неуспехът за установяване на новите територии съпътства и двете животински маси. Северно нахлуващите животни често не са в състояние да се конкурират за наличните ресурси, както и северноамериканските видове на юг поради факта, че съответната екологична ниша е вече заета от местен вид. В случай на успешно налагане на съответния вид не се наблюдава чувствително видообразуване на съответния таксон. Мигриращите на юг животни се оказват по-успешни, установяват се на целия континент и са причина за бавното и сигурно изместване на местни видаве, които впоследствие изчезват. В Северна Америка не е наблюдавано масово измиране на местни видове в същия период, въпреки че хищните южноамерикански птици фуроракус успяват да се наложат върху голяма част от Северна Америка, но преди два милиона години измират. Други големи топлокръвни неотропични животни не успяват сигурно да се наложат на север. Успехът на южноамериканските копитни е несигурен, но от друга страна непълнозъбите се оказват изненадващо конкурентоспособни и стават най-успешните нашественици в Северна Америка. Дребните торбести също имат известен успех с колонизирането на Централна Америка. Установилите се вече африканските мигранти – гризачи и примати също правят опити за заселване на север. С изключение на северноамериканското горско бодливо свинче (Erethizon dorsatum) и някои изчезнали бодливи свичета и капибара те не успяват да се наложат по на север от Централна Америка.
Първоначалната вълна от северноамерикански хищни животни успешно преодолява конкуренцията с местните месоядни – птиците на терора и саблезъбите месоядни. Вероятно те успяват да изместят и енотовидните хищници от род Chapalmalania, чиито предшественици преди повече от милион години успяват да населят Южна Америка. Ограничената конкурентоспособност на местните хищници и изобилната плячка изглежда е позволила на късомуцунестите мечки да се превърнат в най-големия вид както сред мечките, така и сред всички познати сухоземни хищни бозайници. Мечката Arctotherium angustidens вероятно е тежала 1600 kg. По късните видове наследници на този вид обаче показват тенденция към смаляване на размерите на тялото и преминаването към всеядна диета. Предполага се, че това се дължи на засилващата се конкуренция от по-късно пристигащи и еволюиращи в нови вече местни видове хищници. Като потвърждение на твърдението за тенденция към гигантизъм сред хищниците в Южна америка е и тази на представителите от род саблезъби тигри. Най-едрият представител на рода е котката Smilodon populator, която надхвърля тегло от 500 килограма и това я нарежда сред най-едрите представители на семейството.
Непълнозъбите постигат значителен успех като заемат специфична екологична ниша и успяват да достигнат на север до Аляска. Успеха си частично дължат отново на стремежа към гигантизъм, в резултат на което се превръщат в гигантски тревопасни. Само допреди 12 хиляди години Южна Америка е била населена от около 25 вида тревопасни с тегло над един тон. Представителите с гигантски размери били непълнозъби както и камелиди с неарктичен произход. Въпреки това обаче днес нито един от тези видове не е оцелял.
Съмременните видове броненосци, опосуми и бодливи свинчета в Северна Америка са наследници на техни предци имигрирали на север от Южна Америка. Вирджинският опосум днес е представител в части от южна Канада, а бодливи свинчета се срещат дори в Аляска. Въпреки че днес броненосците северно достигат до южните щати на САЩ, в миналото техни роднини колонизирали успешно континента. Гигантски ленивци мегалоникси са достигали на север до Юкон и Аляска.
Може би най-значителен успех от заемането на нови територии имат гризачите. Представителите на подсемейство Sigmodontinae са типичен пример за възникнала адаптивна радиация. В резултат на това днес натурализираните южноамерикански гризачи са систематизирани в около 80 рода с над 370 вида. Други успешни примери за възникване на значително видово разнообразие е сред представителите на канидите и еленовите. В Южна Америка видовете лисици са ендемични и често се конкурират по броя на местните лисици населяваци отделен континент от Стария свят. Южноамериканските котки днес са един от най-многочисления род от семейството като всички видове се срещат в Южна Америка.
Формирането на Панамския провлак има положителен ефект сред сухоземните видове. Разделянето на Тихия и Атлантическия океан обаче има по-скоро отрицателен ефект за морските животни. Това явление често се нарича и „Голямата американска схизма“. Сухоземната преграда разделя видове, които поемат по свой път на еволюция във всеки от отделените водни басейни. Пагубно за мното от тях се оказва прекъсването на теченията изващи от хранителните води на Тихия океан.

## Причини за успеха и провала при обмена
Триумфът на неарктичните мигранти в Южна Америка в крайно сметка се дължи на географията на Северна Америка, която се оказва коз за нашествениците в две направления. Първото от тях е климата. Всички видове, които са достигнали в Панама, везависимо от коя посока са в състояние да живеят при влажни тропически условия. Онези от тях, които мигрират на юг могат да заемат голяма част от Южна Америка, без да се натъкват на климат, който се различава значително от панамския. Тези, които продължават на север обаче много скоро достигат зона на сух и дори умерен климат. Много малка част от неотропичните видове успяват да пресекат на север трансмексиканския вулканичен пояс. Той е граница на тропическата климатична зона, а животът на север от него се оказва значително предизвикателство за видове с произход от Южна Америка.
Второто и може би по-главно предимство, с което разполагат северняците се дължи на територията, на която са еволюирали техните предшественици. През неозой, Северна Америка периодично се свързва с Евразия посредством Берингия като през този мост е настъпвал непрекъснат обмен на видове. Евразия от своя страна е свързана с Африка и това допълнително допринася за разпространението на видове от трите континента към Северна Америка. От друга страна Южна Америка е свързана с два много по-малки континента Антарктида и Австралия и то само в най-ранната част на неозой. Изглежда и животните от тези континенти не са извършвали значителен обмен с изключение на споменатите по-горе торбести, гризачи и примати. Практически се оказва, че северните видове са разпространени и еволюират на шест пъти по-голяма площ от южните. Това предимство обаче е относително предвид северния път за миграция с Евразия, който позволява обмен само на по-студоустойчиви видове. Въпреки това обаче сенерноамериканските видове се оказват еволюционен продукт развивал се в условията на по-конкурентоспособна арена. Видовете се оказват и по-интелигентни и с това си качество успяват да се конкурират по-успешно с южноамериканските си конкуренти.
На този фон, способността на южноамериканските непълнозъби да се конкурират ефективно със северняците представлява специален случай. Обяснението на техния успех се дължи на идиосинкратичния подход на видовете свързан с възможността да се защитават от хищниците като използват брони и огромни нокти. На непълнозъбите не се е налагало да бъдат бързоноги или да се отличават с интелигентност за да оцелеят. Подобен род стратегия при тях вероятно се е наложил в резултат на ниската степен на метаболизъм, която е и най-ниската сред топлокръвните животни. Тази особеност на обмяната на веществата им позволява да оцелеят и при значително по-ниска степен на изобилие на хранителни ресурси. Защитните адаптации на големите непълнозъби обаче се оказват неефективни при защитата им новите нащественици хората, нахлуваки от Евразия и служеши си с копия за оръжие.

## Късноплейстоценски измирания
В края плейстоцена, преди около 12 хиляди години настъпват три драматични събития на двата континента, които от геологична гледна точка настъпват едновременно. Палеоиндианците нахлуват и окупират Новия свят в периода на последната ледена епоха и в резултат на това мегафауната в Америка измира. Тази вълна на измирания успява да заличи от лицето на Земята, много от успешните участници на Големия обмен между Америките както и местни видове, които не са мигрирали.
Така всички пампатерии, глиптодонти, земни ленивци, коне, хоботни, ужасни вълци, саблезъби котки както и значително количество котитни тревопасни изчезват и от двата континента. Някои групи изчезнали в оригиналните си местообитания преди обмена, но успели да се запазят в новозаетите територии. Пример за такова оцеляване са южноамериканските тапири и ламите. Други видове като капибара, оцеляват в първоначалнитеси територии преди обмена, но изчезват от местата, където са мигрирали. Интересен факт е, че при това измиране са оцелели само южноамерикански северни мигранти по-леки от 15 килограма (бодливи свинчета) и южноамерикански местни видове не по-тежки от 65 килограма (капибара или гигантски мравояд). За разлика от тях, най-едрият местен оцелял северноамерикански бозайник е бизона, който може да надвишава 900 килограма и най-големият оцелял мигрант в Неарктика – Централноамериканския тапир с тегло около 400 килограма.
Измирането на мегафауната съвпадащо със заледяването и населването на континента с хора води до предположения, че и двата фактора са изиграли роля. Въпреки че този въпрос е спорен, редица съображения показват, че човешките дейности са от основно значение довели до измирането. Измиранията не са се случвали избирателно само в определени климатични зони, а па целия континент. Изменението на климата е в световен мащаб, но има малък ефект върху мегафауната в райони като Африка и Южна Азия, където местните видове еволюират съвместно с хоминидите вече милиони години. Многобройни ледени епохи са се случвали през последните милиони години без изобщо да се е оказало съществено влияние на мегафауната в Америка или някъде другаде. Подобни измирания в този период сред мегафауната настъпват и на други места по Земята (например Австралия, Япония, Мадагаскар, Нова Зеландия и много по-малки острови по целия свят, като Кипър, Крит, Тилос и Нова Каледония) но съзите до голяма степен кореспондират с пристигането на хората на новото място.

## Северноамерикански видове наследници на южноамерикански мигранти
- Цихлиди
- Същински крастави жаби[59][60]
- Дървесници[61]
- Жаби свирци (Leptodactylidae)[62]
- Тесноусти жаби[59]
- Вирджински опосум
- Броненосци (Dasypus novemcinctus, †Dasypus bellus)
- †Pachyarmatherium
- †Pampatheriidae (Plaina,[63] Holmesina)
- †Glyptodontidae (Glyptotherium)
- †Гигантски земни ленивци (Pliometanastes, Megalonyx, Thinobadistes, Glossotherium,[63] Paramylodon, Eremotherium, Nothrotheriops)
- Дървесни бодливи свинчета (Erethizon dorsatum, †Erethizon poyeri, †Erethizon kleini)
- Капибара (†Neochoerus pinckneyi, †Neochoerus aesopi)
- Кръвосмучещи вампири (†Desmodus stocki, †Desmodus archaeodaptes)
- Пума – пумите в Северна Америка изчезват през плейстоцен. Днешните представители на континента са наследници на южноамерикански индивиди след като населват отново континента.[64]
- Phorusrhacidae (Titanis walleri)
- Колиброви (Trochilidae)
- Тангарови[65]
- Тиранови (Tyrannidae)
- Неотропични папагали (Rhynchopsitta pachyrhyncha, †Conuropsis carolinensis)

- Dasypus novemcinctus
- †Glyptotherium
- †Eremotherium

## Централноамерикански видове наследници на южноамерикански мигранти
- Сенокосци
- Гимнотоподобни (Gymnotiformes)
- Безкраки земноводни от родовете Caecilia, Dermophis, Gymnopis и Oscaecilia[66]
- Дърволази (Dendrobatidae)[67]
- Боидни
- Очилат кайман (Caiman crocodilus)[68]
- 11 вида опосуми
- Северен голоопашат броненосец (Cabassous centralis)
- Двупръст ленивец на Хофман
- Трипръсти ленивци (Bradypus variegatus, Bradypus pygmaeus)
- Копринен мравояд (Cyclopes didactylus)
- различни видове млавояди (Myrmecophaga tridactyla, Tamandua mexicana)
- бодливите свинчета Coendou rothschildi и Sphiggurus mexicanus
- девет вида от парвразред Caviomorpha
- осем вида Широконоси маймуни
- †Mixotoxodon larensis – подобен на носорог южноамерикански копитен бозайник
- три вида прилепи вампири от подсемейство Desmodontinae
- Туканови (Ramphastidae)
- Тинамуподобни (Tinamidae)
- Оранжевоклюн кракс (Crax rubra)

- Oophaga pumilio
- †Mixotoxodon
- Tinamus major

## Южноамерикански видове наследници на северноамерикански мигранти
- Безбелодробни саламандри[66] (Bolitoglossa,[69] Oedipina)
- Водни жаби
- Блатни костенурки (Trachemys)
- Азиатски речни костенурки от род Rhinoclemmys[70]
- Коралови змии (Leptomicrurus, Micrurus[71][72]]
- Змии от родовете Bothrops и Lachesis
- Кроталови змии (Crotalus durissus[73], Bothriechis schlegelii, Bothriopsis, Porthidium)[74]
- Земеровки от род Cryptotis
- Гоферовият гризач Orthogeomys thaeleri
- Гризачи от семейство Cricetidae
- Катерицови от родовете Sciurus, Microsciurus и Sciurillus
- Зайците Sylvilagus brasiliensis, Sylvilagus floridanus и Sylvilagus varynaensis
- Тапирите Tapirus bairdii, Tapirus pinchaque и Tapirus terrestris
- Еквидите Equus ferus, †Hippidion
- Пекари Tayassu pecari, Catagonus wagneri, Pecari tajacu, Pecari maximus
- Еленовите †Antifer, Odocoileus, Blastocerus, Ozotoceros, Mazama, Pudu, Hippocamelus
- Камелидите Lama guanicoe, Vicugna vicugna, †Eulamaops, †Hemiauchenia, †Palaeolama
- Гомфотерии – Cuvieronius hyodon, Stegomastodon waringi, Stegomastodon platensis
- видри Lontra и Pteronura
- Порови – Eira, Galictis, Lyncodon, Mustela
- Зурлести скунксове – Conepatus chinga, Conepatus humboldtii, Conepatus semistriatus
- Енотови – Procyon, Nasua, Nasuella, Potos, Bassaricyon, †Cyonasua, †Chapalmalania
- Късомуцунеста мечка[75]
- Вълци – †Canis gezi, †Canis nehringi, †Canis ambrusteri, †Canis dirus
- Сива лисица
- други Кучеви – †Duciyon, †Theriodictis, Atelocynus, Cerdocyon, Lycalopex, Chrysocyon, Speothos
- Южноамерикански котки, пума, ягуар, ягуарунди
- Кондори – Vultur gryphus, †Dryornis, †Geronogyps, †Wingegyps, †Perugyps[76][77][78]
- Трогоноподобни[79]

- Vicugna vicugna
- †Cuvieronius
- Nasua nasua
- †Smilodon populator